# Hrachor lesní
Hrachor lesní (Lathyrus sylvestris) je popínavá rostlina s úponky která vyrůstá volně v krajině je nebo pěstována na polích jako krmivo pro dobytek. Je to růžově až fialově kvetoucí druh rodu hrachor.

## Rozšíření

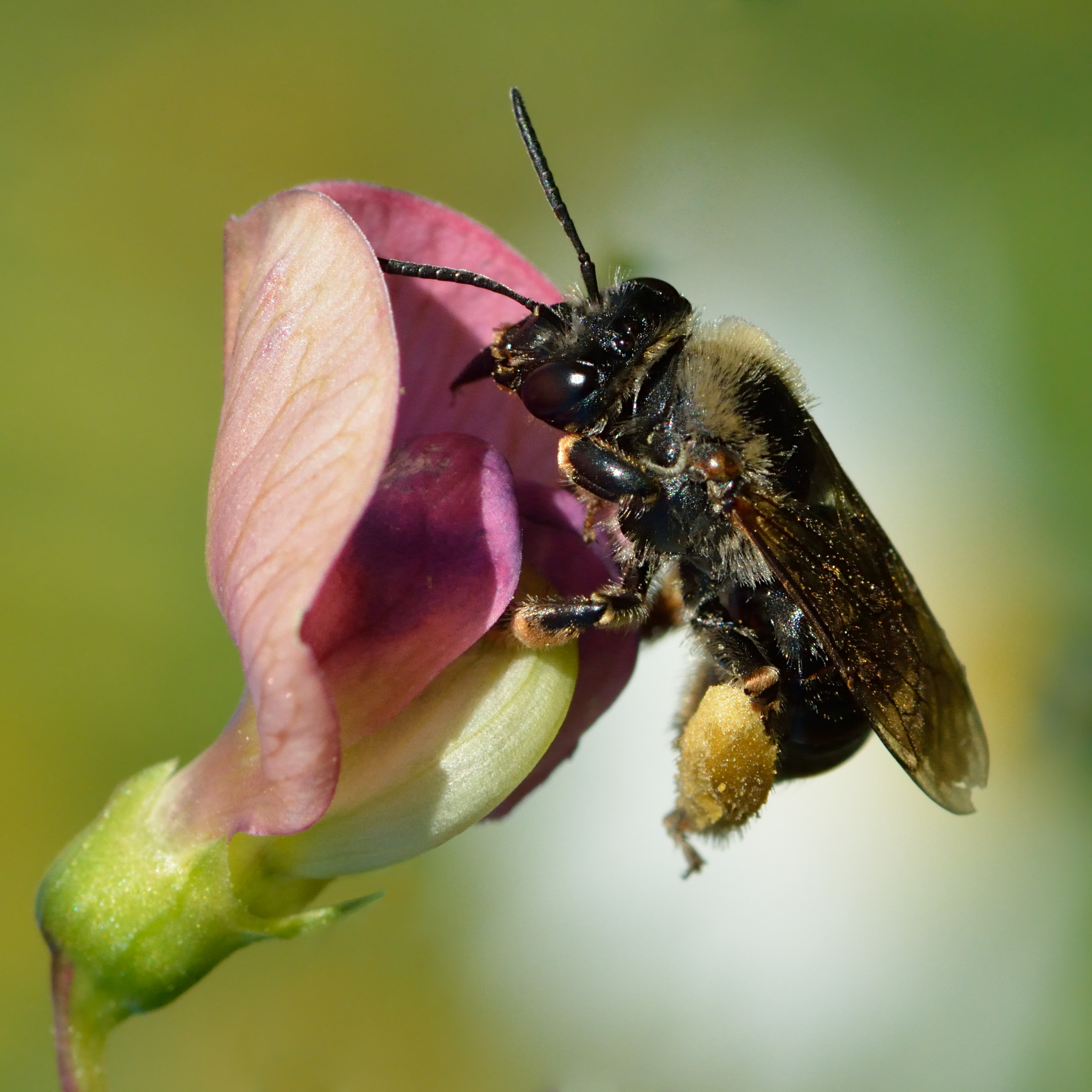

Druh vyrůstá téměř po celé Evropě, na východě zasahuje až do západní Sibiře a okolí Kavkazu, místy se objevuje i v severozápadní Africe. Novodobě byl zavlečen do Severní Ameriky.
V České republice se přirozeně vyskytuje roztroušeně od nížin až do podhůří na okrajích lesů a remízků nebo také na lesních pasekách, v listnatých lesích i okolo komunikací. Je nenáročný na zásobení půdy vláhou, živinami a její hodnotu pH, snáší i částečný stín. Velmi mu vadí sešlapování.

## Popis
Vytrvalá popínavá rostlina bylina se slabou lodyhou dorůstající do délky až 2 m která se rozrůstá sítí podzemních výběžků. Z nich vyrůstají olistěné křídlaté lodyhy porostlé listy s úzce křídlatými řapíky. Sudozpeřené listy s tenkými palisty jsou zakončené obvykle trojramenným úponkem a mají jeden pár podlouhle kopinatých lístků
Květy bývají sestaveny ve dlouze stopkatých hroznech vyrůstajících z úžlabí podpěrných listů. Jsou tvořených 4 až 7 oboupohlavnými květy fialové, růžovo-fialové nebo růžové barvy. Pět zelených kališních cípů je přibližně stejně dlouhých nebo kratších než kališní trubka. Brzy uvadající motýlovitá koruna má pavézu na svrchní straně nazelenalou a člunek žlutavý. Deset tyčinek je dvoubratrých, se hřbetu smáčknutá čnělka je o devadesát stupňů zkroucená. Květy vykvétají v červnu až srpnu, opylovány jsou hmyzem.
Plody jsou dlouhé, hnědé, lysé lusky se 2 až 5 svrasklými kulovitými semeny. Po dozrání se lusk otvírá 2 chlopněmi které se zkrucují a vystřelují semena do okolí.

## Význam
Hrachor lesní je potenciální jetelovina vhodná do oblasti s méně úrodnou půdou. Vysévá se tam do jednodušších krátkodobých a dočasných jetelovinotravních směsí pro kosení jednou nebo dvakrát ročně. V čerstvém stavu je nahořklý a tudíž pro dobytek méně chutný, usušením nebo senážováním se tato pachuť ztratí a hrachor lesní zlepšuje méně kvalitní píce vypěstované v podhorských oblastech.

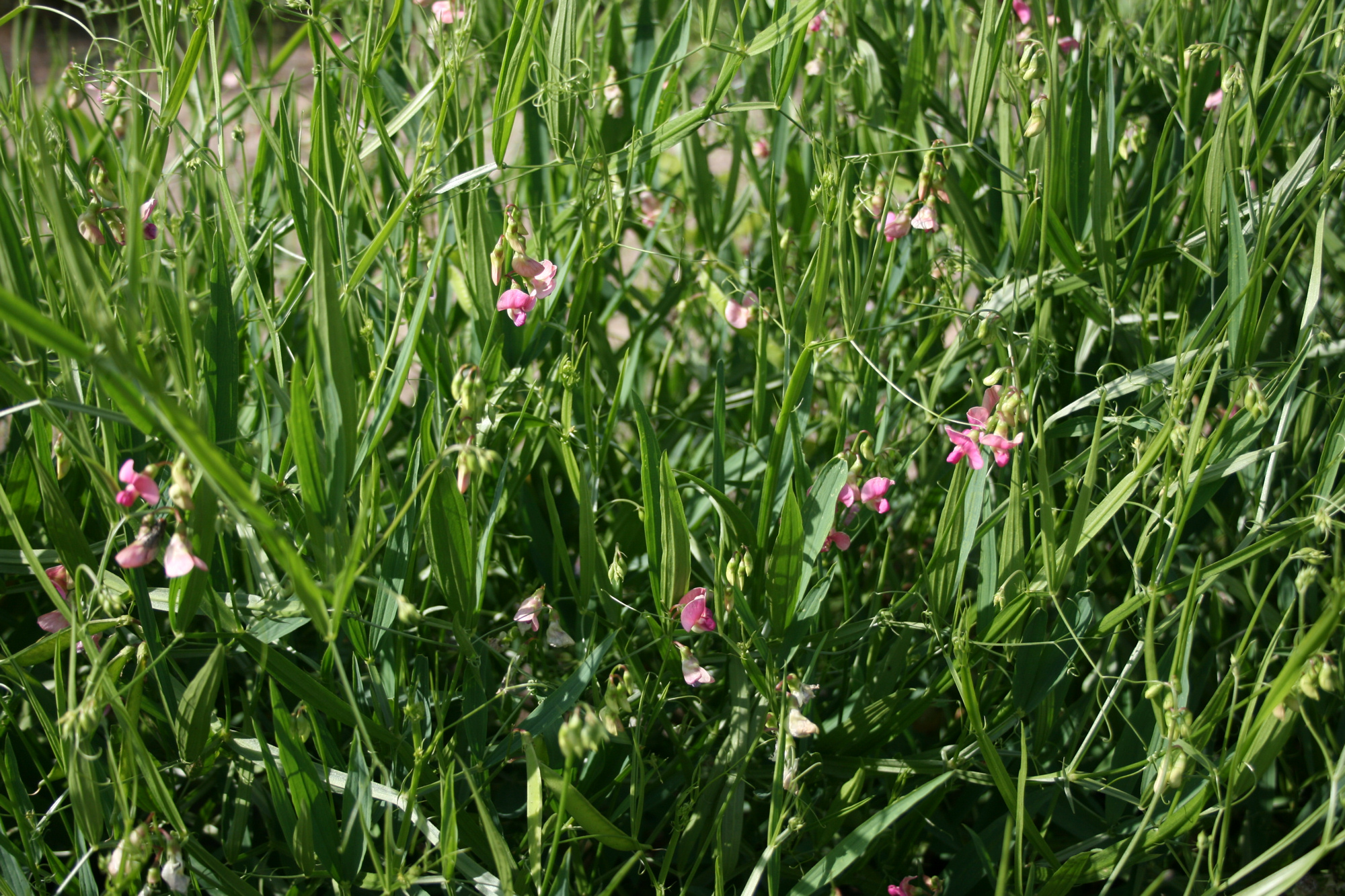
Porost
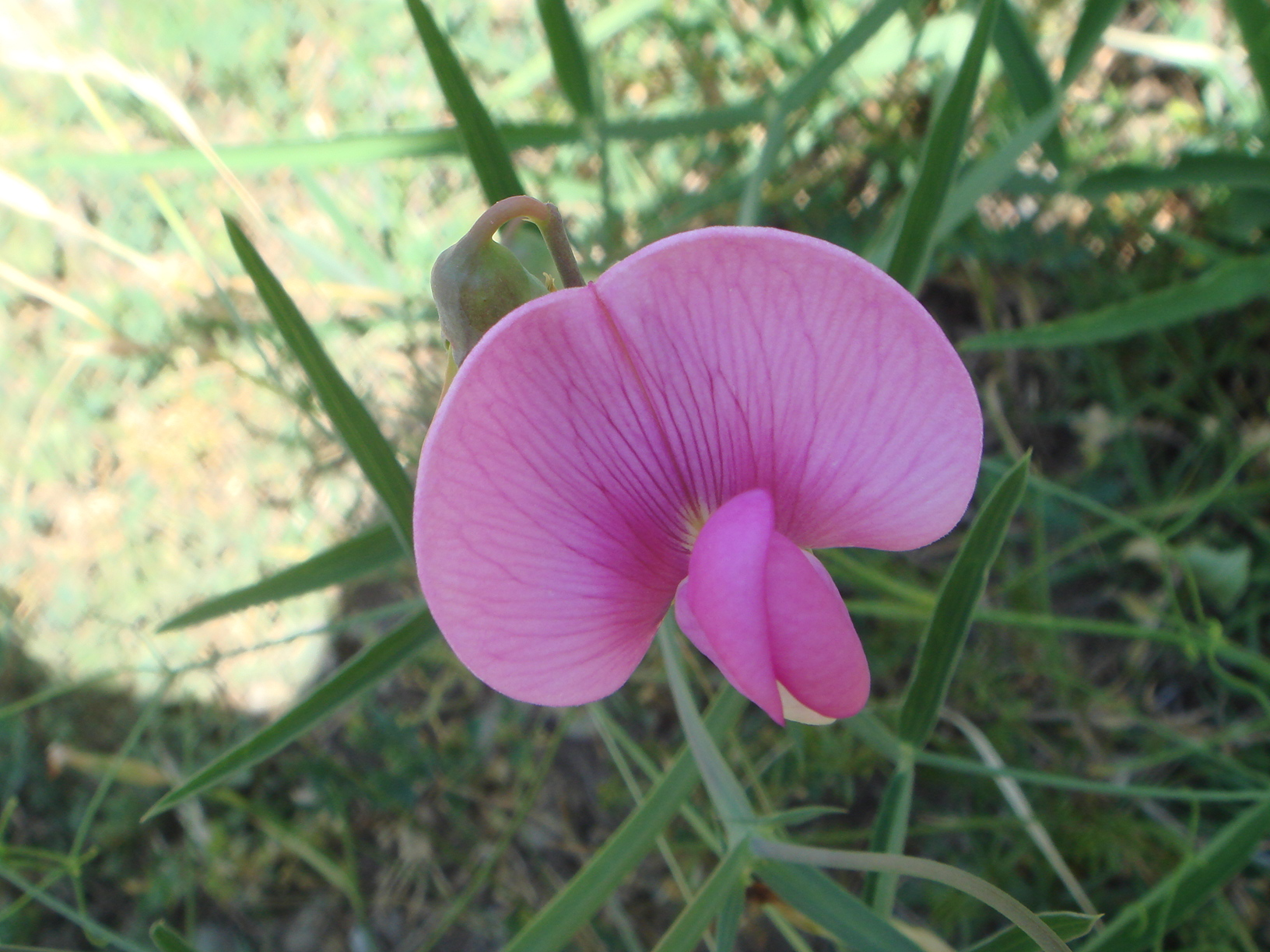
Květ
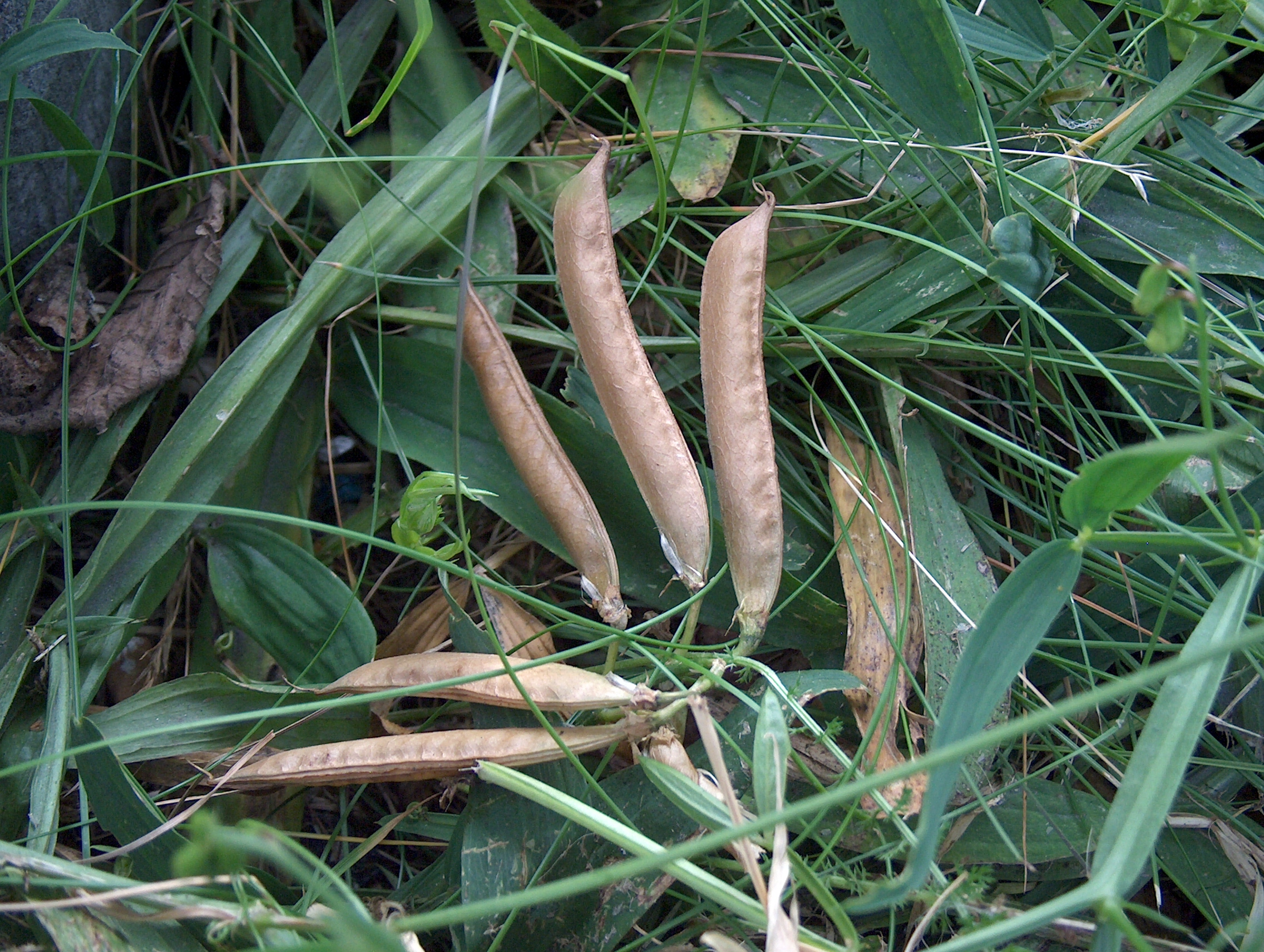
Lusky
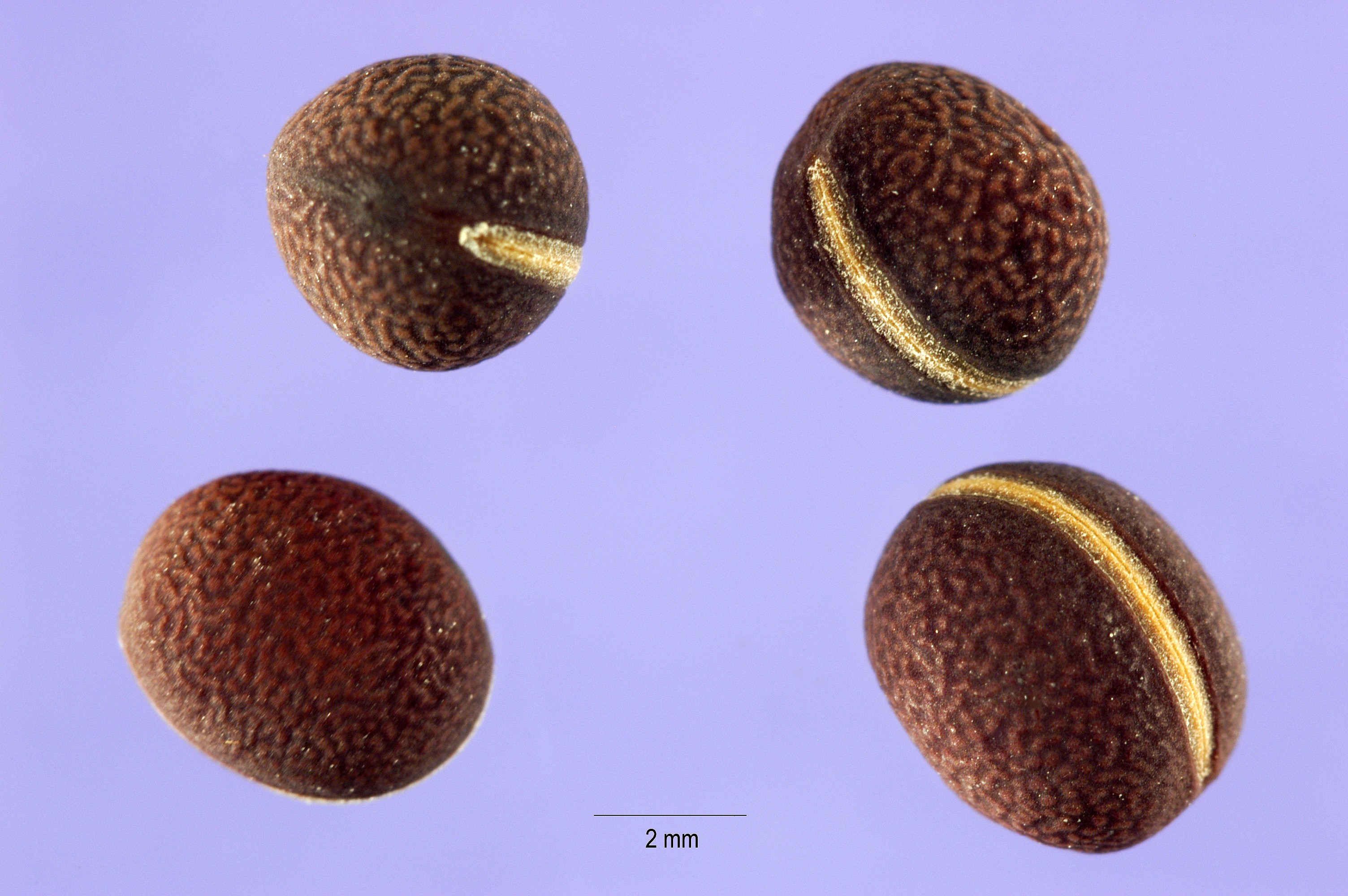
Semena